# Daniel Lang (Glasmaler)
Daniel Lang (* 1543 in Schaffhausen; † um 1605) war ein Schweizer Glasmaler.

## Leben und Werk
Daniel Lang der Vater von Hans Caspar Lang der Ältere und der Sohn von Hieronymus Lang. Er gelt zu seiner Zeit als angesehener Lehrmeister und Handwerksobmann. Sieben seiner Glasgemälde befinden sich in der Sammlung des Museums Allerheiligen.